# Język zuni
Język zuni (zuñi) – język ojczysty plemienia Indian północnoamerykańskich Zuni, zamieszkującego głównie Zuni Pueblo w Nowym Meksyku. Bywa zaliczany do fyli penutiańskiej.